# Frank Beard
Frank Lee Beard (Frankston, 1949. június 11. –) a ZZ Top rockegyüttes dobosa. Beard korábban a Cellar Dwellers, a Hustlers, a Warlocks és az American Blues zenekarokban játszott. Ezután Billy Gibbonsszal és Dusty Hill-lel kezdett játszani, így megalakult a ZZ Top.

## Élete
A texasi Frankstonban született, és az Irving High School tanulója volt.

1969-ben a brit Zombies hatalmas sikert aratott, annak ellenére, hogy két évvel korábban feloszlottak. A váratlan igény kielégítésére az egyik promóter megtette az egyetlen értelmes dolgot: felbérelt négy texasi srácot, hogy turnézzanak Amerikában, úgy, mintha egy megszűnt brit psych-rock banda lenne. A zenekar tagja volt Dusty Hill és Frank Beard

## Magánélete
1978 áprilisában házasodott össze barátnőjével, Catherine Alexanderrel. 1981-ben elváltak. 1982 novemberében vette feleségül Debbie Meredith-t, akitől három gyereke született. A texasi Richmondban él. A ZZ Topban ő volt az egyetlen, akinek nem volt szakálla, de 2013-ban növesztett egyet.